# رود باخموتکا
رود باخموتکا (انگلیسی: Bakhmutka) یک رودخانه در استان دونتسک کشور اوکراین است.